# Carvico
Carvico [kaɾˈviːko] (Carvìch [kaɾˈvik] in dialetto bergamasco) è un comune italiano di 4 730 abitanti della provincia di Bergamo in Lombardia.
Situato a nord dell'Isola bergamasca, alle pendici del Monte Canto, dista circa 16 chilometri a ovest dal capoluogo orobico.

## Geografia fisica
La geologia del territorio di Carvico è il risultato di processi endogeni e esogeni che si sono susseguiti sia glaciali che fluvioglaciali che sono riscontrabili nello studio del sottosuolo. La zona ha una superficie di 4,42 km su un'altezza di 287 m s.l.m. con la quota massima con il Monte Canto la cui altezza massima è di 710 m s.l.m. Confina a est con Terno d'Isola, Sotto il Monte e Pontida, a nord con Pontida, a ovest con Villa d'Adda e Calusco, e a sud con Calusco d'Adda.
Il territorio di Carvico si pone in zona collinare tra il fiume Brembo e il fiume Adda. La zona sud est del territorio cittadino fa parte della zona conosciuta come Bedesco (Bedèsch). La zona a sud comprende la fascia montuosa lungo la parte est-ovest della Valtellina. Fa parte dell'Isola Bergamasca che comprende ventun comuni. Il territorio definito Bedesco è un gradone alluvionale che circonda buona parte del territorio di Carvico.
Il Grandone è il corso d'acqua più importante per Carvico, scende dalla parte sud del Monte Canto, ha una estensione di sei km. I due rami, uno che nasce dalla conca di La Cà Tassodine a Villa d'Adda e l'altro nel comune di Sotto il Monte, si uniscono proprio nel comune di Carvico.

## Storia
I primi insediamenti stabili sul territorio dovrebbero risalire al periodo della dominazione romana, quando il territorio fu centuriato, vi sono importanti indicazioni di presenza sul territorio dal VII secolo d.C. con l'insediamento di San Tomè rinvenuto solo negli anni Ottanta del Novecento. La prima volta che si trova sui documenti il toponimo Carvico risale al 941.
Il primo documento che attesta l'esistenza del borgo risale all'anno 1127, quando tale Attone di Calusco cedette alcune sue proprietà poste sul territorio alla chiesa di Sant'Alessandro in Bergamo. Successivamente il paese passò alla famiglia dei Da Carvico-Calusco che entrò in possesso dei territori di Carvico, ma anche dei vicini Calusco superiore e di Calusco inferiore . Un'ulteriore cessione sancì il passaggio dei territori alla diocesi di Bergamo.
Già in questo periodo cominciarono a verificarsi alcuni scontri volti ad ottenere la supremazia su queste terre: ciò viene dedotto da numerose testimonianze scritte, le quali raccontano anche della presenza di fortificazioni e di un castello. Questo, del quale non esistono più tracce tanto da non consentire di definire con esattezza la sua originale ubicazione, era proprietà dalla potente famiglia dei Benaglio, che pretendeva dalla popolazione una sorta di vitalizio. Questa costruzione venne anche occupata da Amedeo IV di Savoia, nell'ambito delle lotte avvenute in quel periodo contro la signoria di Milano.
Furono queste battaglie tra guelfi e ghibellini che costrinsero gli abitanti a subire numerose distruzioni, saccheggi ed incendi, comprensive di ritorsioni da parte degli sconfitti.
La situazione parve stabilizzarsi ed acquietarsi con l'arrivo della Repubblica di Venezia che, a partire dal 1428, pose termine alle dispute tra fratricide. Tuttavia, essendo posto sul confine con il vicino Ducato di Milano, il paese di Carvico fu soggetto alle scorribande degli eserciti milanesi, che saccheggiarono il paese a più riprese.
In questi anni visse Ottavio Bolgeni, parroco carvichese che compose scritti teologici e giuridici, maestro di Lorenzo Mascheroni.
Nel 1797 si verificò la fine della dominazione veneta e l'arrivo della Repubblica Cisalpina che tuttavia non durò molto, dato che nel 1815 subentrarono gli austriaci che instaurarono il Regno Lombardo-Veneto. Dopo l'annessione al Regno d'Italia (1859) non si verificarono più eventi degni di nota, e Carvico seguì gli eventi del resto della provincia. Di là dal fiume Adda è ricordato il professore don Michelangelo Ambrosioni (Carvico 1862 - Chignolo d'Isola 1937) quale fondatore del Civico museo di storia naturale di Merate che da lui prende nome.

### Simboli
Lo stemma comunale e il gonfalone sono stati concessi con decreto del presidente della Repubblica del 18 marzo 1969.
La chiesa raffigurata è San Martino di Carvico; il gelso e la vite rappresentano le principali colture del territorio.
Il gonfalone è un drappo partito di azzurro e di bianco.

## Monumenti e luoghi d'interesse
Uno dei luoghi più rinomati è il palazzo Madolago Albani, sede comunale, un tempo proprietà dell'omonima famiglia. I vecchi proprietari, amanti dell'arte, hanno ornato l'edificio con affreschi e dipinti di valore. Vi è inoltre il palazzo ex de Vecchi poi Morlani ai Predazzi la cui costruzione viene fatta risalire al XV secolo.
In ambito religioso spicca la chiesa parrocchiale, dedicata a san Martino. Edificata nel corso del XII secolo, e ristrutturata in modo sostanziale prima nel 1740 e poi all'inizio del XX secolo, conserva opere pittoriche di buon pregio, tra le quali spiccano quelle di Cristoforo Roncalli (Pomarancio) e di Giacomo Cortese, detto il Borgognone.
Merita una citazione la piccola chiesa di Santa Maria del Campo che, discosta dal centro storico, risale al XIII secolo.
Molto caratteristica è la Capanna della Natività che viene costruita dagli alpini per il Natale. Vengono utilizzati solo materiali di recupero come mattoni pieni, pietre e legname. Ogni anno è sempre diversa e accoglie non pochi curiosi al suo intorno.
Il territorio conserva nel sito archeologico di San Tomè tracce di un antico luogo di culto insediamento che si trova tra i confini di Carvico, Calusco e Terno.

## Società

### Evoluzione demografica
Abitanti censiti

## Geografia antropica
Gli insediamenti principali presenti sul territorio sono: Budriago, Ca' Busa, Careccia, Cornalida, Comunezia, Fornace, Fornacetta, Mulini, Piazzagagliarda, Portici, Predazzi, Roncarro, mentre molti altri sono andati perduti nel tempo. Vi era infatti indicato l'insediamento di Coalizate già nel 1068 forse identificabile in quello di San Tomè del Bedesco, e quello di Rino posto in prossimità del torrente omonimo risalente al 1193.
L'insediamento di San Tomè del Bedesco è collocato tra i comuni di Carvico, Calusco e Terno la cui presenza nel periodo romano non è indicata, senza tracce di centuriazione, quindi sicuramente ancora boschiva. Fu invece luogo d'interesse durante l'alto medioevo, nel VII secolo, proprio per il suo bosco e come luogo di passaggio con la costruzione di una strada. Al centro di questa zona vi era una chiesa originariamente in legno e successivamente in muratura. La località è stata rinvenuta solonel1981.

## Amministrazione
| Periodo        | Periodo        | Primo cittadino    | Partito                 | Carica  | Note |
| -------------- | -------------- | ------------------ | ----------------------- | ------- | ---- |
| 1965           | 1970           | Giuseppe Locatelli | Democrazia Cristiana    | Sindaco |      |
| 1970           | 1975           | Samuele Gandolfi   | Democrazia Cristiana    | Sindaco |      |
| 1975           | 1980           | Samuele Gandolfi   | Democrazia Cristiana    | Sindaco |      |
| 1980           | 1985           | Davide Perico      | Democrazia Cristiana    | Sindaco |      |
| 1985           | 1990           | Remigio Villa      | Democrazia Cristiana    | Sindaco |      |
| 1990           | 1995           | Livio Mazzola      | Lista civica            | Sindaco |      |
| 1995           | 1999           | Livio Mazzola      | Lista civica            | Sindaco |      |
| 1999           | 14 giugno 2004 | Livio Mazzola      | Lista civica            | Sindaco |      |
| 14 giugno 2004 | 7 giugno 2009  | Attilio Bolognini  | Lista civica            | Sindaco |      |
| 8 giugno 2009  | 25 maggio 2014 | Luigi Panzeri      | Il Popolo della Libertà | Sindaco |      |
| 26 maggio 2014 | 26 maggio 2019 | Sergio Locatelli   | Lista civica            | Sindaco |      |
| 27 maggio 2019 | "in carica"    | Sergio Locatelli   | Lista Civica            | Sindaco |      |

### Gemellaggi
- Carvin